# Перехід Рідберга
Перехід Рідберга (англ. Rydberg transition) — електронний перехід, який наближено можна вважати як піднімання електрона зі зв'язуючої орбіталі на орбіталь Рідберга. Спектральна смуга для такого переходу описується формулою Рідберга:
σ = I — R/(n — Δ)2,
де σ — хвильове число, I — потенціал йонізації атома, R — стала Рідберга, n — головне квантове число, Δ — квантовий дефект, що є різним для орбіталей s, p, d.